# Jo Swinson
Joanne Kate Swinson, född 5 februari 1980 i Glasgow i Skottland, är en brittisk politiker (Liberaldemokraterna). Hon var partiledare för Liberaldemokraterna från juli 2019 till december 2019. Hon lämnade partiledarposten efter att ha förlorat sin plats i underhuset i valet 2019. Swinson var ledamot av underhuset för East Dunbartonshire mellan 2005 och 2015 samt mellan 2017 och 2019.